# 神庙遗址圣母堂

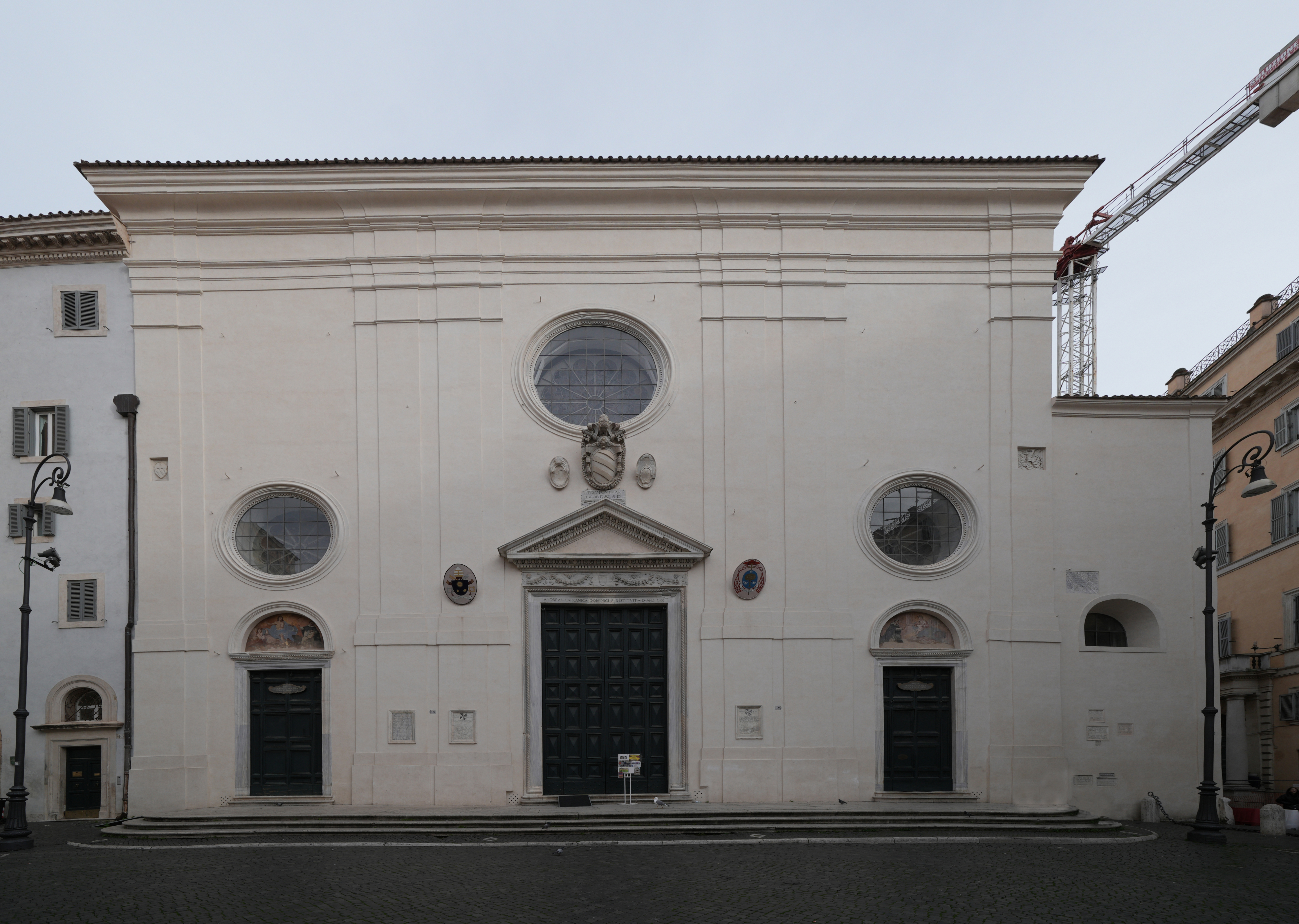
神廟遺址聖母堂

神庙遗址圣母堂（拉丁語：Basilica Sanctae Mariae supra Minervam）是意大利罗马的一座重要的天主教道明会聖堂，具有次级圣殿的地位。

## 歷史
它兴建于1280-1370年，长101米，宽41米，位于万神殿旁很小的弥涅耳瓦广场（Piazza della Minerva），是罗马唯一的哥特式聖堂。现代天文学之父 伽利略在毗邻的修道院进行被判定为异端的研究，1633年6月22日在此放弃他的科学论文。

## 内部
如同许多早期基督聖堂一样，这座聖堂直接建造在埃及女神艾西斯神庙的基础上，但是被错误地归于弥涅耳瓦。在谦恭的立面之后，是蓝色和镀金星空的天花板，拱顶装饰以艳丽的红色，19世纪哥特复兴的口味。
- 卡拉法小堂
- 阿尔多布兰迪尼小堂
- 佩尼亚福特的雷蒙德小堂

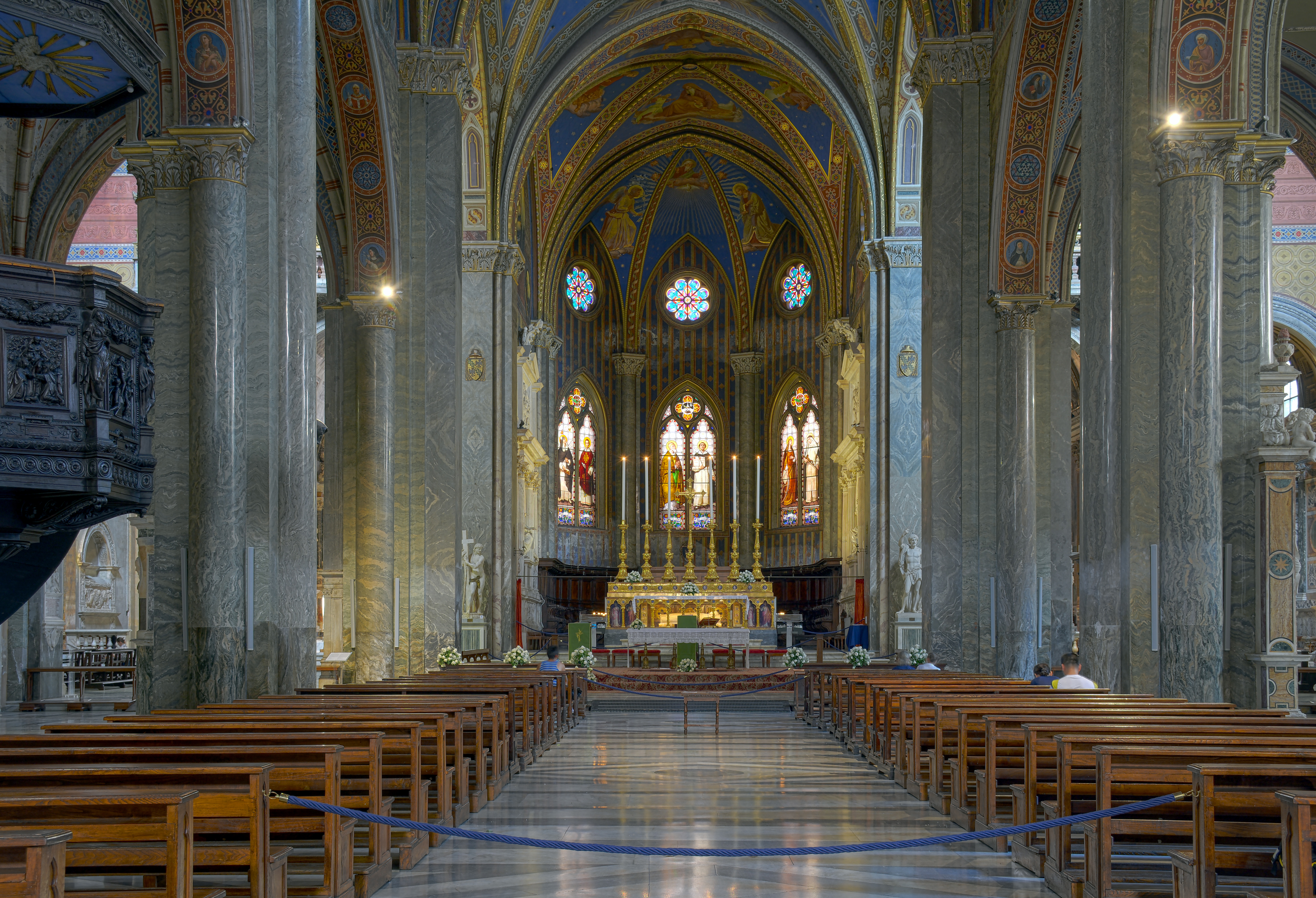
内部

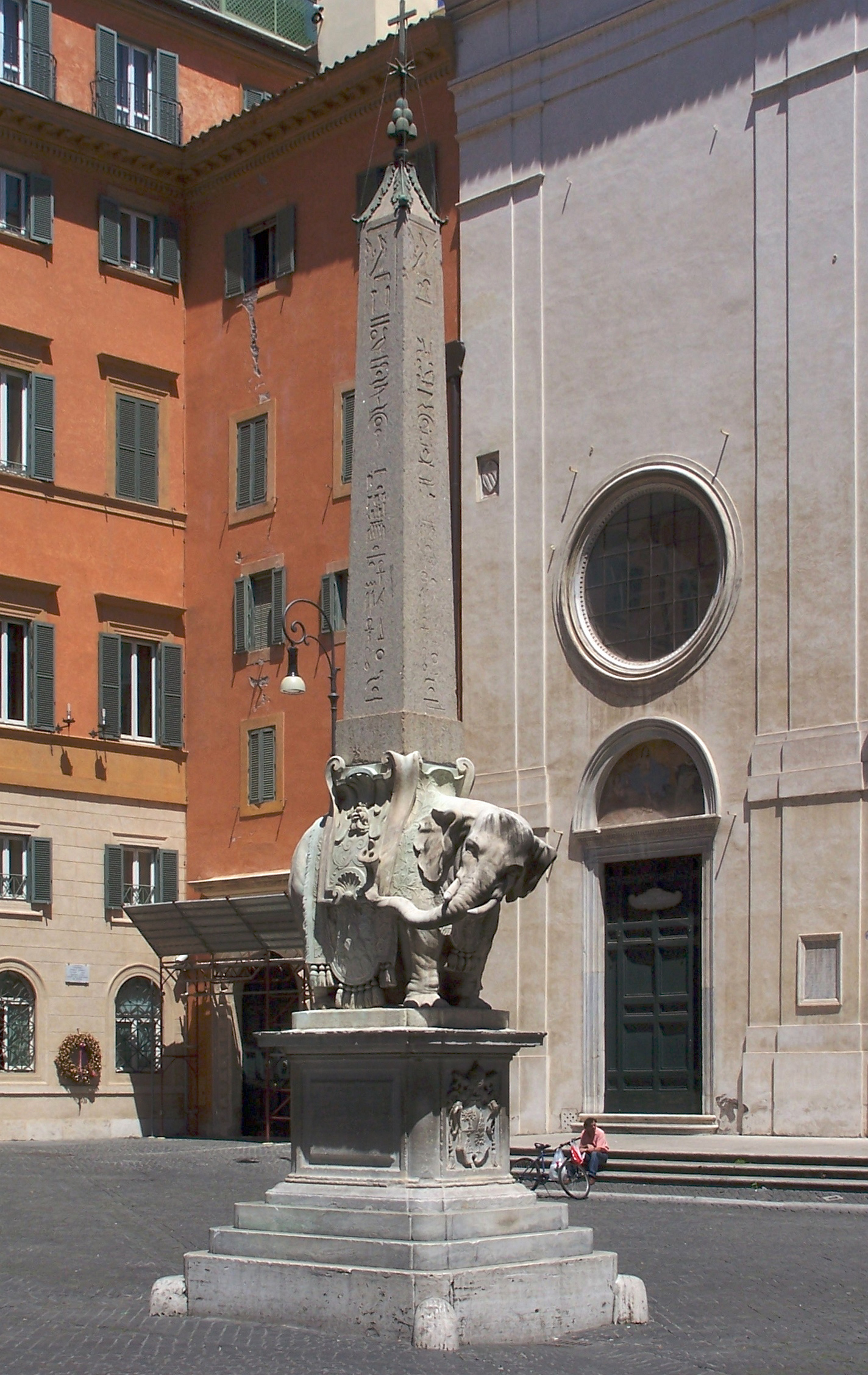

- 米开朗琪罗的大理石雕塑《弥涅耳瓦的基督》（Cristo della Minerva，第二个版本）描绘背负十字架的基督，完成于1521年，位于正祭台的左侧。

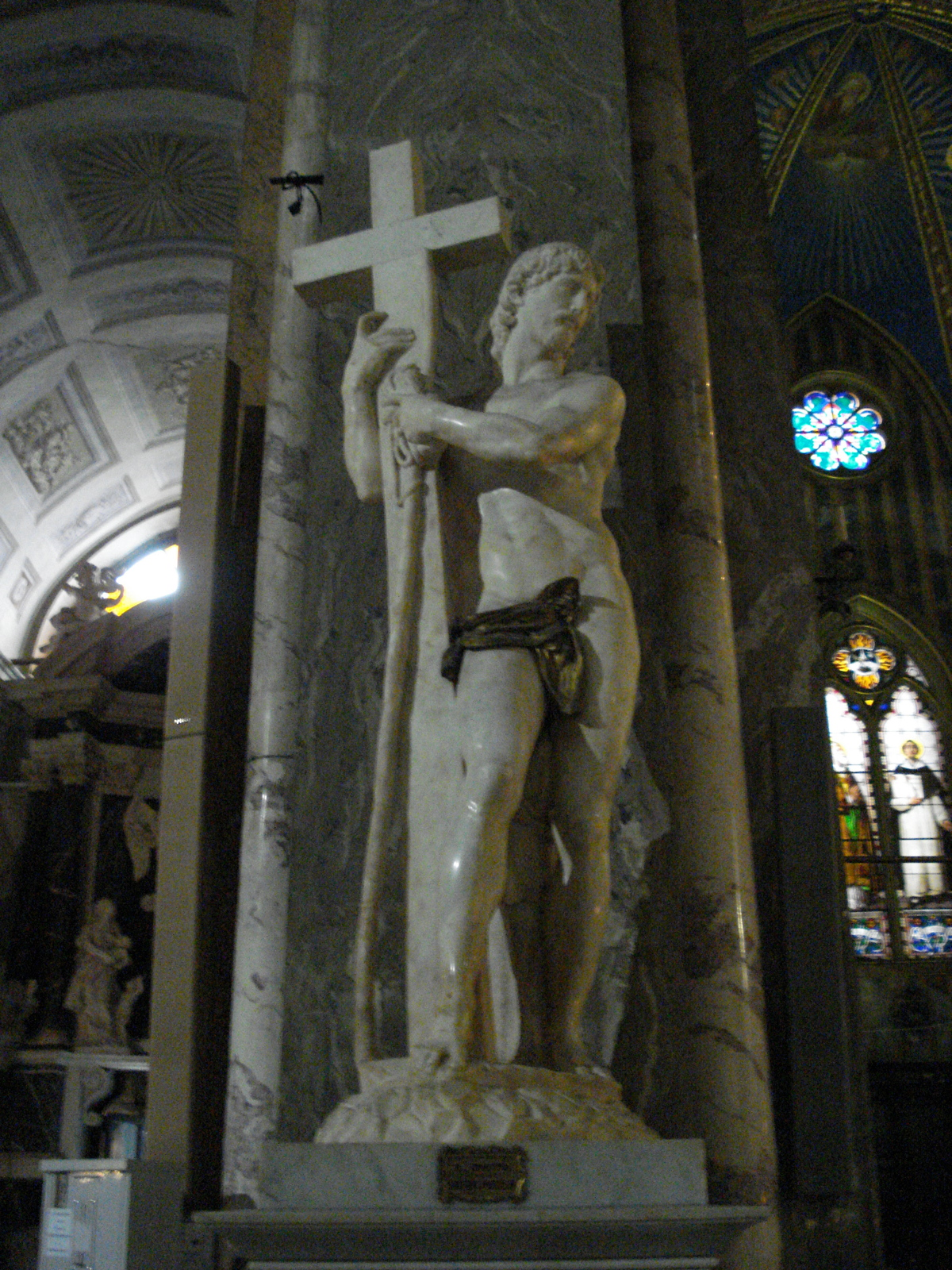
米开朗琪罗的《弥涅耳瓦的基督》

## 墓葬
14世纪天主教圣人，天主教教会圣师聖加大利納安葬在这座教堂。
著名的早期文艺复兴画家、道明会修士安杰利科修士在毗邻的修道院去世，安葬于此。

### 引用
1. ↑  至少是唯一内部能看出是哥特式— 其他许多中世纪聖堂已经被改造为巴洛克式，覆盖了哥特式结构。与那不勒斯和巴勒莫不同，罗马在二战中未遭轰炸，而那些城市在战后重新哥特化。这座哥特式聖堂建于1890-1917年， Santo Cuore del Suffragio （页面存档备份，存于），受到米兰主教座堂的影响